# Costanza Gonzaga
Costanza Gonzaga (1571 – Giove, 7 marzo 1651) è stata una nobile italiana.

## Biografia
Era la figlia di Alfonso I Gonzaga (1529-1589), conte di Novellara, della linea cadetta dei Gonzaga di Novellara e Bagnolo e di Vittoria di Capua. Frequentò la corte del marchese di Castel Goffredo Aloisio Gonzaga e fu citata dal novelliere Matteo Bandello.

## Matrimonio e discendenza
Promessa al cugino Ferrante, rifiutò il pretendente (che ripiegò poi sulla di lei sorella Isabella) perché innamorata del poeta Guidubaldo Bonarelli della Rovere; non potendo infine unirsi all'amato, sposò nel gennaio 1595 Asdrubale Mattei, duca di Giove, dal quale ebbe:
- Alfonso Emanuele (1595-?);
- Francesca Eleonora (1596-21 aprile 1622[7]), che sposò nel 1616 Ferrante di Ippolito Bentivoglio, e il 29 aprile 1621 Ascanio Pio di Savoia;
- Maria Vittoria (1597-?);
- Maria Anna (?-24 aprile 1658[8]), che sposò in successione 1) nel 1628 Giovanni Paolo Pepoli, 2) il 27 febbraio 1631 Ottavio Ruini, con discendenza 3) il 1º gennaio 1640[9] Scipione Gonzaga, principe di Bozzolo;
- Girolamo, futuro capo del casato;
- Ludovico;
- Vincenza;
- Francesco (morto in giovane età);
- Emilia (morta in giovane età)[2]

Rimasta vedova, si ritirò presso il convento fatto erigere dal marito presso il castello di Giove.

## Ascendenza
|                                                                   |                                          |                                              | Genitori                                                                            |  |  | Nonni |  |  | Bisnonni                                                       |  |  | Trisnonni                                              |  |
|                                                                   |                                          |                                              |                                                                                     |  |  |       |  |  | Giampietro Gonzaga, I conte di Novellara, Bagnolo e Cortenuova |  |  | Francesco I Gonzaga, IV signore di Novellara e Bagnolo |  |
|                                                                   |                                          |                                              |                                                                                     |  |  |       |  |  | Giampietro Gonzaga, I conte di Novellara, Bagnolo e Cortenuova |  |  | Francesco I Gonzaga, IV signore di Novellara e Bagnolo |  |
|                                                                   |                                          | Costanza Strozzi                             |                                                                                     |  |  |       |  |  | Giampietro Gonzaga, I conte di Novellara, Bagnolo e Cortenuova |  |  |                                                        |  |
| Alessandro I Gonzaga, II conte di Novellara, Bagnolo e Cortenuova |                                          |                                              |                                                                                     |  |  |       |  |  | Giampietro Gonzaga, I conte di Novellara, Bagnolo e Cortenuova |  |  |                                                        |  |
|                                                                   |                                          | Caterina Torelli                             | Cristoforo I Torelli, II conte di Montechiarugolo                                   |  |  |       |  |  |                                                                |  |  |                                                        |  |
|                                                                   |                                          | Caterina Torelli                             | Cristoforo I Torelli, II conte di Montechiarugolo                                   |  |  |       |  |  |                                                                |  |  |                                                        |  |
|                                                                   |                                          | Caterina Torelli                             | Taddea Pio di Carpi                                                                 |  |  |       |  |  |                                                                |  |  |                                                        |  |
| Alfonso I Gonzaga, V conte di Novellara, Bagnolo e Cortenuova     |                                          | Caterina Torelli                             |                                                                                     |  |  |       |  |  |                                                                |  |  |                                                        |  |
|                                                                   |                                          | Giberto VII da Correggio, conte di Correggio | Manfredo I da Correggio, conte di Correggio                                         |  |  |       |  |  |                                                                |  |  |                                                        |  |
|                                                                   |                                          | Giberto VII da Correggio, conte di Correggio | Manfredo I da Correggio, conte di Correggio                                         |  |  |       |  |  |                                                                |  |  |                                                        |  |
|                                                                   |                                          | Giberto VII da Correggio, conte di Correggio | Agnese Pio di Carpi                                                                 |  |  |       |  |  |                                                                |  |  |                                                        |  |
| Costanza da Correggio                                             |                                          | Giberto VII da Correggio, conte di Correggio |                                                                                     |  |  |       |  |  |                                                                |  |  |                                                        |  |
|                                                                   |                                          | Violante Pico della Mirandola                | Antonio Maria Pico della Mirandola, conte della Concordia e signore della Mirandola |  |  |       |  |  |                                                                |  |  |                                                        |  |
|                                                                   |                                          | Violante Pico della Mirandola                | Antonio Maria Pico della Mirandola, conte della Concordia e signore della Mirandola |  |  |       |  |  |                                                                |  |  |                                                        |  |
|                                                                   |                                          | Violante Pico della Mirandola                | Costanza Bentivoglio                                                                |  |  |       |  |  |                                                                |  |  |                                                        |  |
| Costanza Gonzaga di Novellara                                     |                                          | Violante Pico della Mirandola                |                                                                                     |  |  |       |  |  |                                                                |  |  |                                                        |  |
|                                                                   | Annibale di Capua, signore di Montagnano | Francesco di Capua, VII conte di Altavilla   |                                                                                     |  |  |       |  |  |                                                                |  |  |                                                        |  |
|                                                                   | Annibale di Capua, signore di Montagnano | Francesco di Capua, VII conte di Altavilla   |                                                                                     |  |  |       |  |  |                                                                |  |  |                                                        |  |
|                                                                   | Annibale di Capua, signore di Montagnano | Elisabetta Conti                             |                                                                                     |  |  |       |  |  |                                                                |  |  |                                                        |  |
| Giovanni Tommaso di Capua, I marchese della Torre Francolise      | Annibale di Capua, signore di Montagnano |                                              |                                                                                     |  |  |       |  |  |                                                                |  |  |                                                        |  |
|                                                                   |                                          | Lucrezia Acrimonte, signora di Rocca Romana  | Aniello Acrimonte, conte di Borello                                                 |  |  |       |  |  |                                                                |  |  |                                                        |  |
|                                                                   |                                          | Lucrezia Acrimonte, signora di Rocca Romana  | Aniello Acrimonte, conte di Borello                                                 |  |  |       |  |  |                                                                |  |  |                                                        |  |
|                                                                   |                                          | Lucrezia Acrimonte, signora di Rocca Romana  | Cassandra Serrisorice                                                               |  |  |       |  |  |                                                                |  |  |                                                        |  |
| Vittoria di Capua                                                 |                                          | Lucrezia Acrimonte, signora di Rocca Romana  |                                                                                     |  |  |       |  |  |                                                                |  |  |                                                        |  |
|                                                                   |                                          | Camillo Colonna, I duca di Zagarolo          | Marcello Colonna, signore di Gallicano, Zagarolo e Calabritto                       |  |  |       |  |  |                                                                |  |  |                                                        |  |
|                                                                   |                                          | Camillo Colonna, I duca di Zagarolo          | Marcello Colonna, signore di Gallicano, Zagarolo e Calabritto                       |  |  |       |  |  |                                                                |  |  |                                                        |  |
|                                                                   |                                          | Camillo Colonna, I duca di Zagarolo          | Margherita delli Monti                                                              |  |  |       |  |  |                                                                |  |  |                                                        |  |
| Faustina Colonna                                                  |                                          | Camillo Colonna, I duca di Zagarolo          |                                                                                     |  |  |       |  |  |                                                                |  |  |                                                        |  |
|                                                                   |                                          | Vittoria Colonna                             | Pierfrancesco Colonna, signore di Zagarolo                                          |  |  |       |  |  |                                                                |  |  |                                                        |  |
|                                                                   |                                          | Vittoria Colonna                             | Pierfrancesco Colonna, signore di Zagarolo                                          |  |  |       |  |  |                                                                |  |  |                                                        |  |
|                                                                   |                                          | Vittoria Colonna                             | Laura di Somma                                                                      |  |  |       |  |  |                                                                |  |  |                                                        |  |
|                                                                   |                                          | Vittoria Colonna                             |                                                                                     |  |  |       |  |  |                                                                |  |  |                                                        |  |